# Tāzehābād (ort i Kurdistan, lat 35,34, long 46,31)
Tāzehābād (persiska: تازه آباد, تازِهابادِ تِفلی) är en ort i Iran.   Den ligger i provinsen Kurdistan, i den nordvästra delen av landet, 500 km väster om huvudstaden Teheran. Tāzehābād ligger 1 217 meter över havet och antalet invånare är 200.
Terrängen runt Tāzehābād är bergig söderut, men norrut är den kuperad. Tāzehābād ligger nere i en dal. Runt Tāzehābād är det ganska tätbefolkat, med 60 invånare per kvadratkilometer. Närmaste större samhälle är Dīnār, 15,8 km nordväst om Tāzehābād. Trakten runt Tāzehābād består i huvudsak av gräsmarker.